# Monomorium noualhieri
Monomorium noualhieri é uma espécie de insecto da família Formicidae.
É endémica de Argélia.